# Pont de Humen
Le pont de Humen (chinois simplifié : 虎门大桥 ; chinois traditionnel : 虎門大橋 ; pinyin : Hǔmén Dàqiáo ; litt. « Grand Pont de la Porte du Tigre » API : \xu²¹¹ mən³⁵ ta̠⁵¹ t͡ɕʰi̯ɑʊ̯³⁵\) est un pont suspendu qui franchit le Zhu Jiang (aussi appelé Rivière des Perles) au niveau du détroit appelé la porte du tigre, dans la province du Guangdong en Chine. Il relie le district de Nansha de Canton au bourg de Humen, dans la ville-préfecture de Dongguan, depuis juin 1997.

## Description
Le pont est divisé en cinq sections: 
- le viaduc d'accès est,
- la section sur la principale voie de navigation (pont suspendu),
- la section centrale,
- la voie de navigation auxiliaire,
- le viaduc d'accès ouest.

La longueur de ces cinq parties est de 4 580 m. L'ouvrage supporte les six voies de l'autoroute de Humen.
Les conditions géologiques sont relativement bonnes mais les ouragans sont monnaie courante, la vitesse du vent prise en compte lors de la conception du tablier du pont a été établi à 61 m/s.
Au centre du détroit de Humen, est situé l'île Hengdang (横档岛) sur laquelle passe le pont.

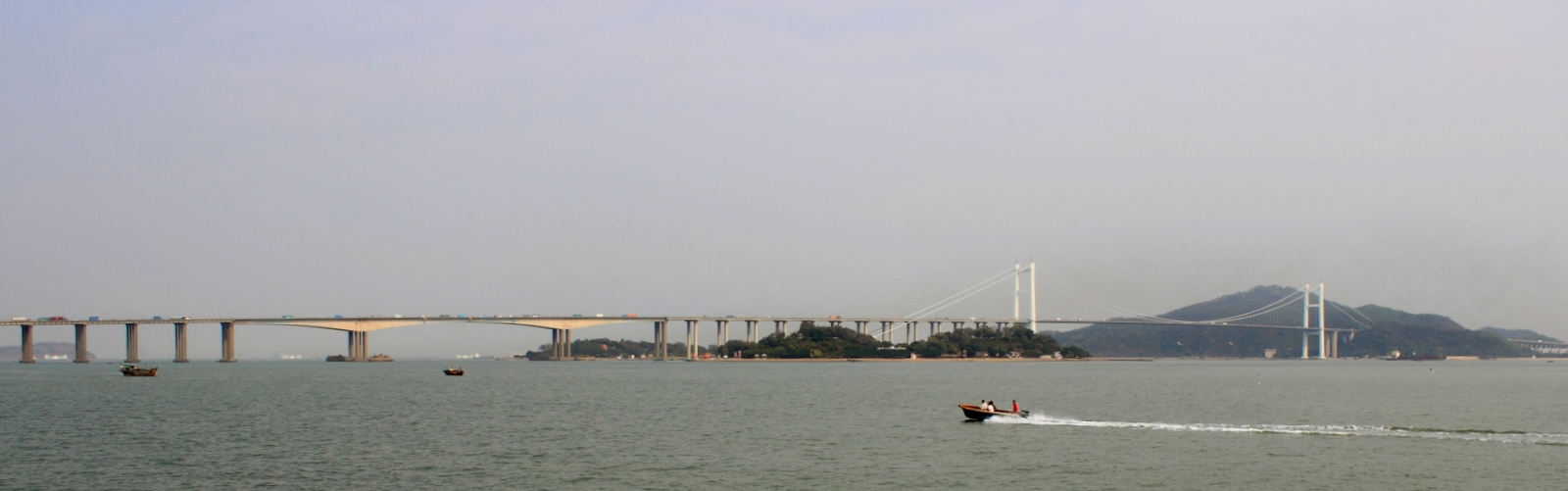
Panorama du pont d'Humen

### Le pont suspendu est
La portée de cet ouvrage est de 888 m.

### Le pont à poutre caisson ouest
La portée de cet ouvrage est de 270 m.

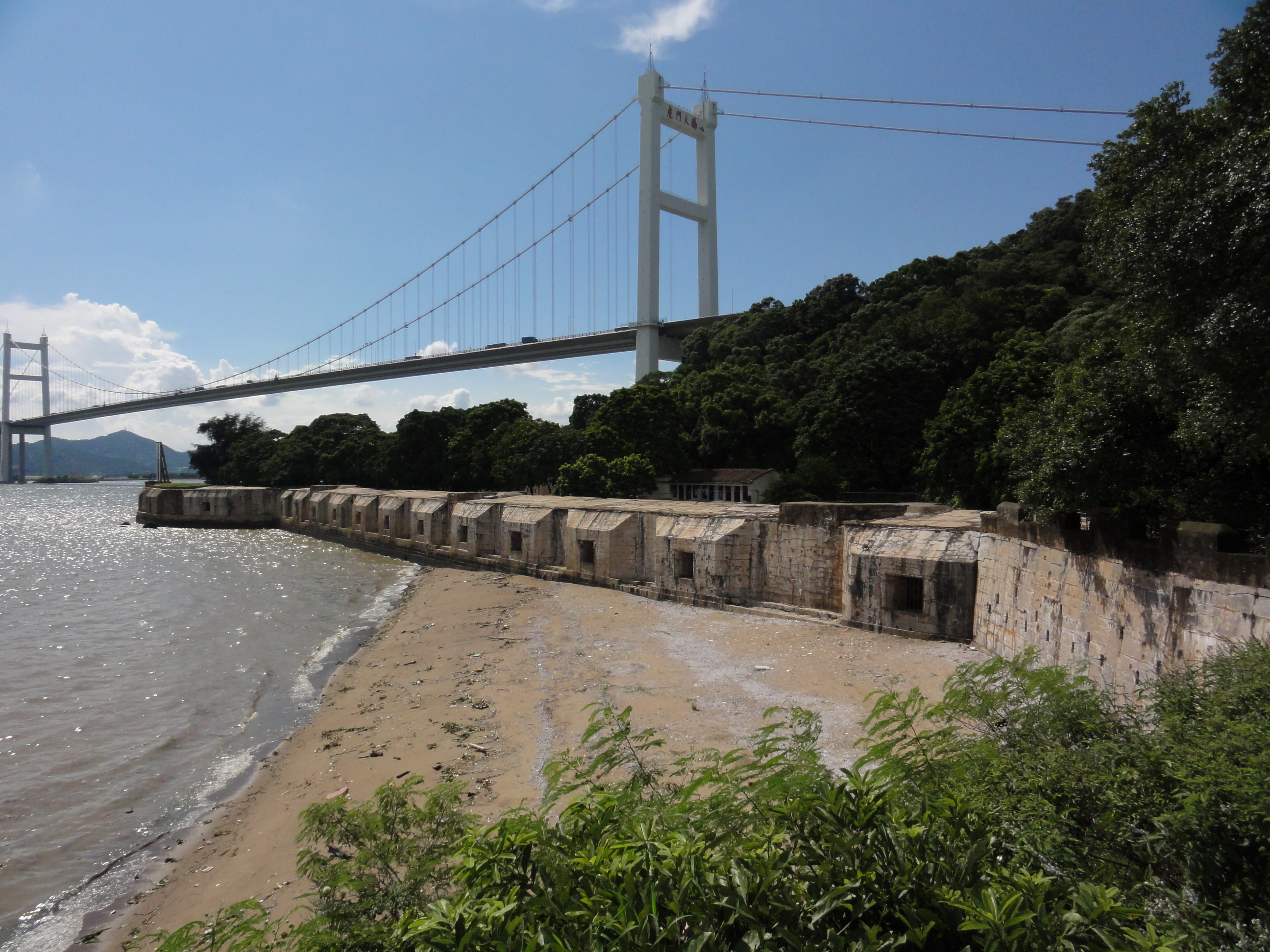
Le Fort de Weiyuan
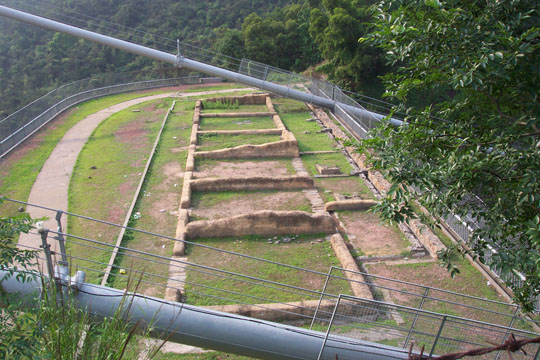
Le Fort de Weiyuan
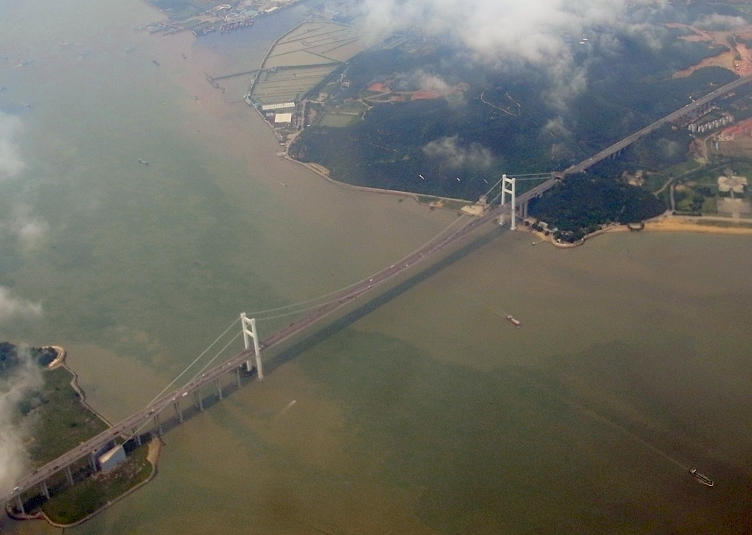
Vue aérienne du pont suspendu
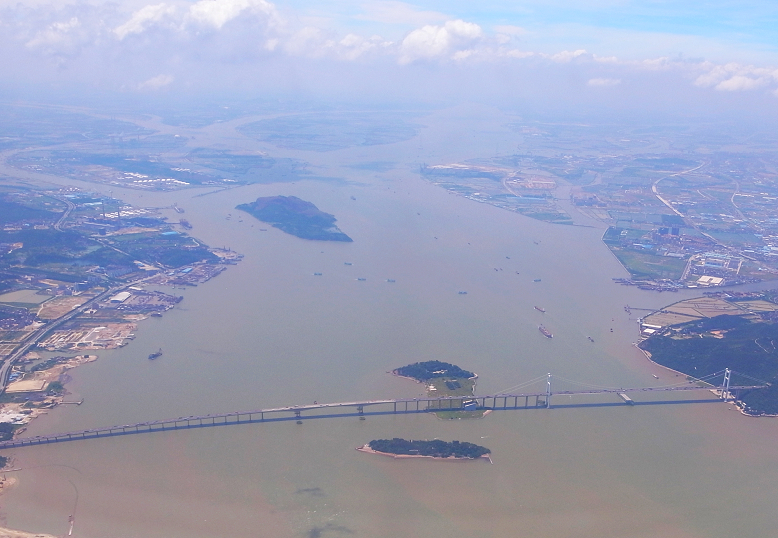
Vue aérienne du pont de Humen

## Sources et références
- (en) Cet article est partiellement ou en totalité issu de l’article de Wikipédia en anglais intitulé « Humen Pearl River Bridge » (voir la liste des auteurs).

1. 1 2  (zh) « 我国第一座大型悬索桥——虎门大桥 », sur Moc.gov.cn - Ministry of Transport of the People's Republic of China (consulté le 30 octobre 2010).